# Bardfield Saling
 (avril 2023).
Pour les articles homonymes, voir Saling.
Bardfield Saling est un village et une paroisse civile de l'Essex, en Angleterre.